# Carminodoris estrelyado
Espèce
Carminodoris estrelyado est une espèce de nudibranches de la famille des Discodorididae.

## Répartition géographique
Cette espèce se rencontre en zone Indo-Pacifique ouest. Elle est notamment présente aux Philippines, au Vietnam, en Australie, en Indonésie, dans les îles Marshall, dans les îles Salomon et en mer de Corail ainsi qu'en Nouvelle-Calédonie.

## Habitat
Cette espèce se rencontre sur les bords extérieurs des parois rocheuses et sur les fronts des récifs à une profondeur variant entre 5 et 30 m.

## Description

### Morphologie externe

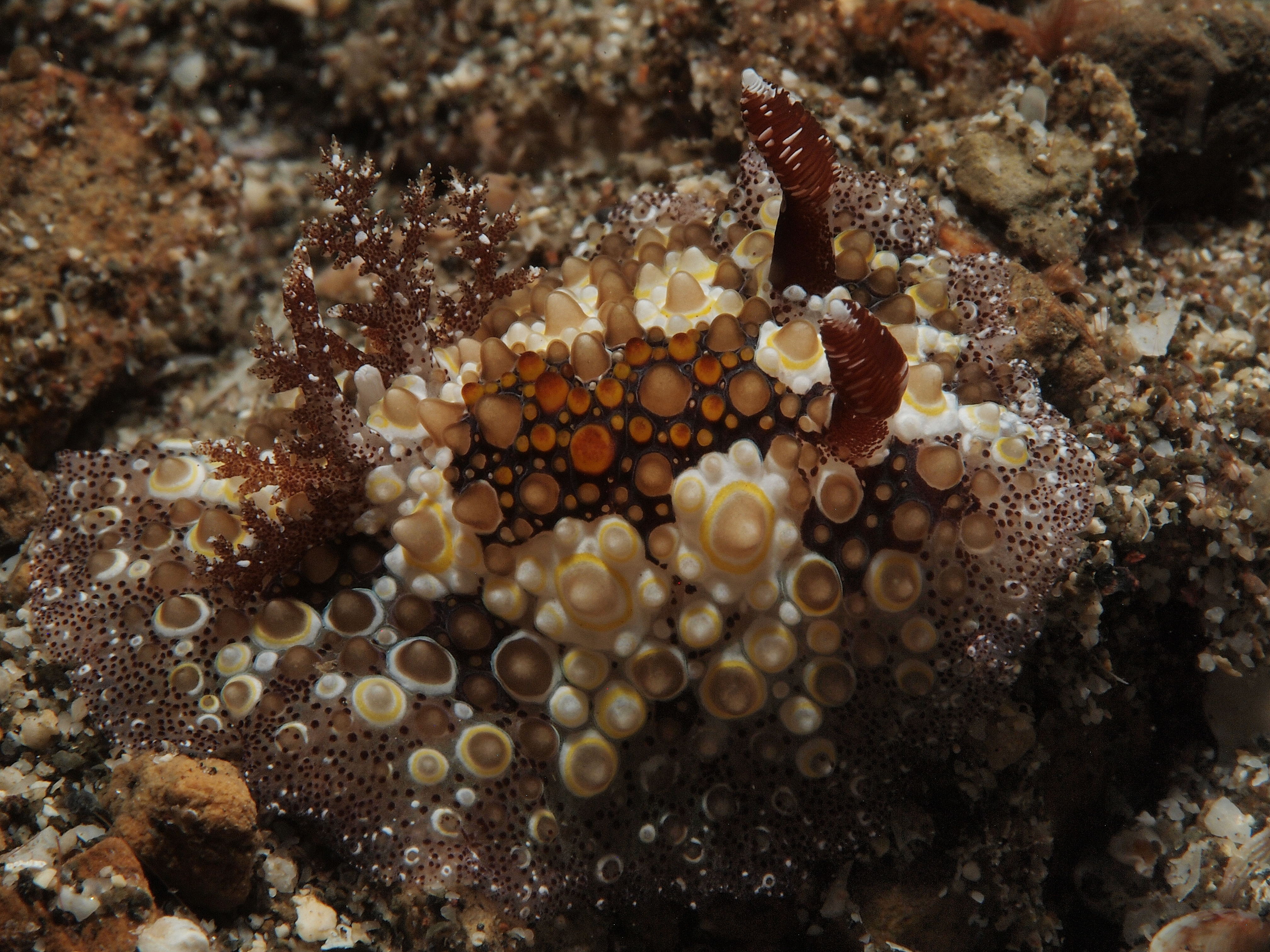
Carminodoris estrelyado.

Cette espèce mesure de 15 à 40 mm de long. Le corps est ovale et plat avec la surface dorsale couverte de gros tubercules effilés sans spicules dépassant des tubercules. La coloration de l'animal est complexe et caractéristique. La couleur de fond de la surface dorsale est brun roux translucide avec des taches marron foncé et blanches. Un motif ovale de tubercules ressemblant à des œufs au plat (une tache blanche avec un centre jaune) entoure un groupe médian de tubercules brun foncé. La taille de l'anneau blanc du motif ressemblant à un œuf au plat se réduit sur les tubercules les plus proches du bord. Les tubercules formant les 6 à 8 plus grands motifs d'œufs sur le plat sont chacun entourés de 8 à 10 tubercules blancs plus petits. Quelques tubercules de couleur brun roux sont dispersés sur la surface du dos et sont particulièrement abondants près de son centre. Le dessous du pied et du manteau est mouchetée de brun foncé. Le bord antérieur du pied est bilabié et dentelé. Chaque côté de la tête arbore un long tentacule digitiforme qui est également couvert de mouchetures brunes. Six branches tripennées forment le panache branchial qui est brun foncé avec des taches blanches. L'anus est situé à l'intérieur du cercle branchial. Les rhinophores perfoliés portent environ 13 à 19 lamelles et sont de couleur brun rougeâtre foncé avec des taches blanches.

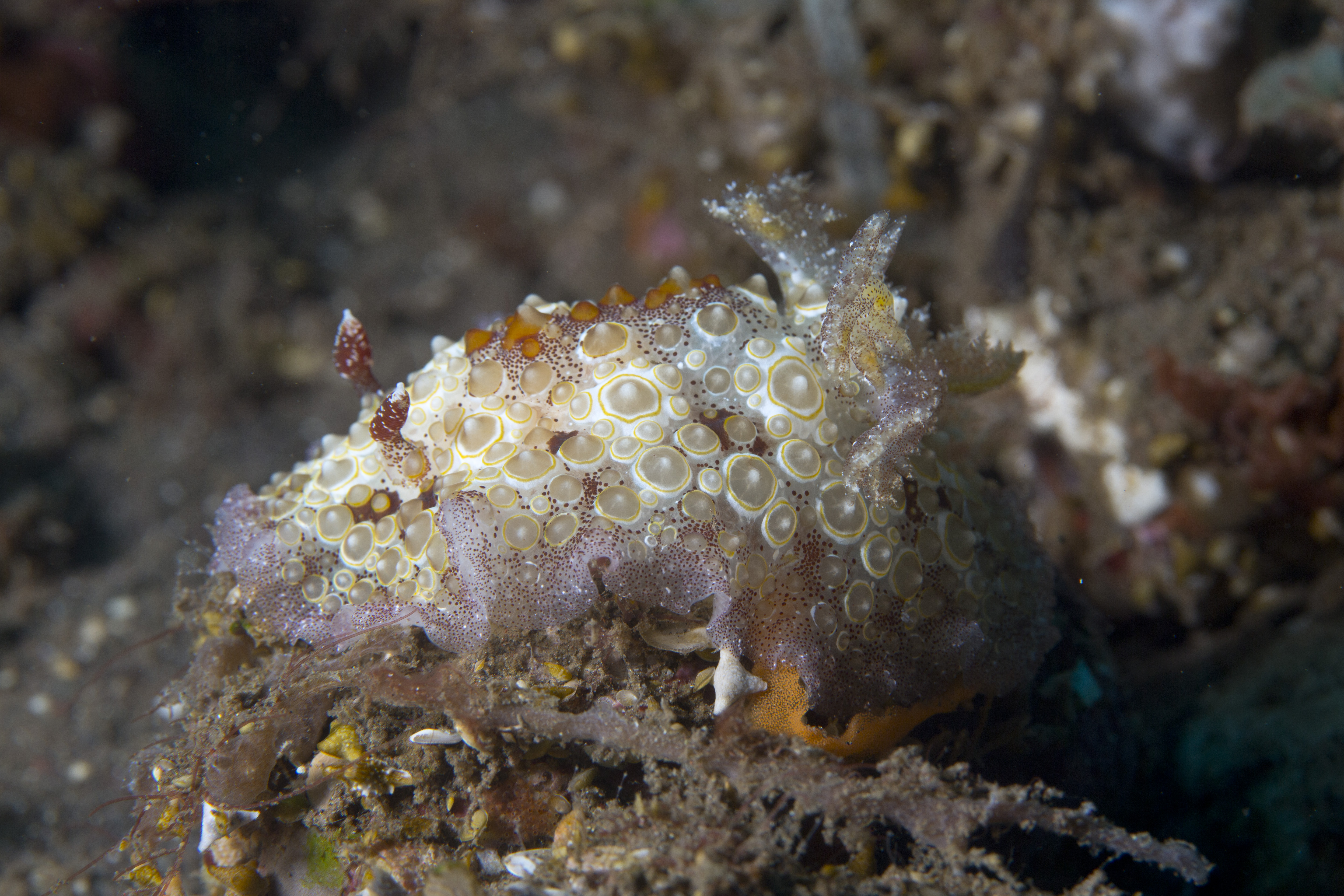
Carminodoris estrelyado.

### Armature buccale
La masse buccale est grande et musclée. À l'extrémité antérieure de la partie musculaire de la masse buccale se trouve la fine et chitineuse cuticule labiale. Elle contient une paire de zones triangulaires épaissies à l'avant qui portent de nombreux bâtonnets à pointe irrégulière. La formule radulaire est 26 x 65.0.65. Les dents latérales les plus internes sont hamatées, avec deux denticules minuscules et irréguliers, le long du bord externe de la dent. Les dents radulaires du milieu de la demi-rangée ont une cuspide beaucoup plus allongée avec jusqu'à 11 denticules minuscules sur le bord externe. Les dents du bord externe de la radula ont des cuspides plus courtes et plus épaisses avec 6 à 11 denticules le long du bord externe.
Toutes les dents sont en fait denticulées.

### Système reproducteur
L'appareil reproducteur est triaulique. L'ampoule est épaisse et tubulaire. Elle se rétrécit quelque peu avant de bifurquer vers l'oviducte et le canal déférent. Le court oviducte pénètre dans la masse glandulaire femelle près de la glande albumineuse. 
L'épaisse partie proximale prostatique du canal déférent est repliée une fois sur elle-même avant de se rétrécir en une partie éjaculatoire longue, étroite et très convolutée. La portion éjaculatoire pénètre dans le bulbe pénien, court et plus large. Le pénis, qui est adjacent au mince conduit vaginal au niveau du gonopore, est dépourvu de toute armature. La masse des glandes femelles est constituée de grandes glandes muqueuses et membranaires et d'une glande albumineuse plus petite. Le vagin est relativement long et droit avec une boucle partielle. L'extrémité proximale du vagin pénètre dans la grande bourse copulatrice sphérique. Adjacent à la jonction du vagin et de la bourse se trouve le fin canal qui rejoint le réceptacle séminal à paroi épaisse et en forme de massue. Ce canal est parallèle au vagin sur la majeure partie de sa longueur. Le canal utérin, extrêmement court, émerge également du réceptacle séminal et pénètre dans la masse glandulaire femelle près de la glande albumineuse. Près de la sortie de la glande muqueuse se trouve une seule glande vestibulaire très grande et de forme irrégulière. Le conduit vestibulaire présente une ouverture séparée du gonopore. La glande vestibulaire est armée d'un long stylet effilé qui est visible lorsque l'extrémité distale de la glande est dégagée. Le stylet a une longueur de 800 microns et est arrondi à son extrémité proximale. Ce stylet est creux et n'est pas calcaire.

## Systématique
L'espèce Carminodoris estrelyado a été décrite pour la première fois en 1998 par les malacologistes américains Terrence M. Gosliner (d) et David W. Behrens (d) sous le protonyme Hoplodoris estrelyado.
D'abord placée dans le genre Hoplodoris, cette espèce a été transférée dans le genre Carminodoris.

## Étymologie
L'épithète spécifique estrelyado est le mot tagalog désignant l'œuf sur le plat, dérivé de l'espagnol estrella qui signifie étoile et qui décrit un œuf sur le plat formé en étoile avec le jaune brillant vers le haut. L'épithète estrelyado se réfère au motif de couleur de la surface dorsale de l'animal donnant l'apparence d'œufs sur le plat.

## Publication originale
- T. M. Gosliner et D. W. Behrens, 1998, « Two new discodorid nudibranchs from the western Pacific with a redescription of Doris luteola Kelaart, 1858 », Proceedings of the California Academy of Sciences, vol. 4, n. 50, p. 279-293 (BHL - p.280 Hoplodoris estrelyado - lire en ligne).